# Rue de Paris (Meudon)
La rue de Paris est une voie ancienne de la ville de Meudon, qui va des environs de la Seine au cœur historique de Meudon.

## Situation et accès

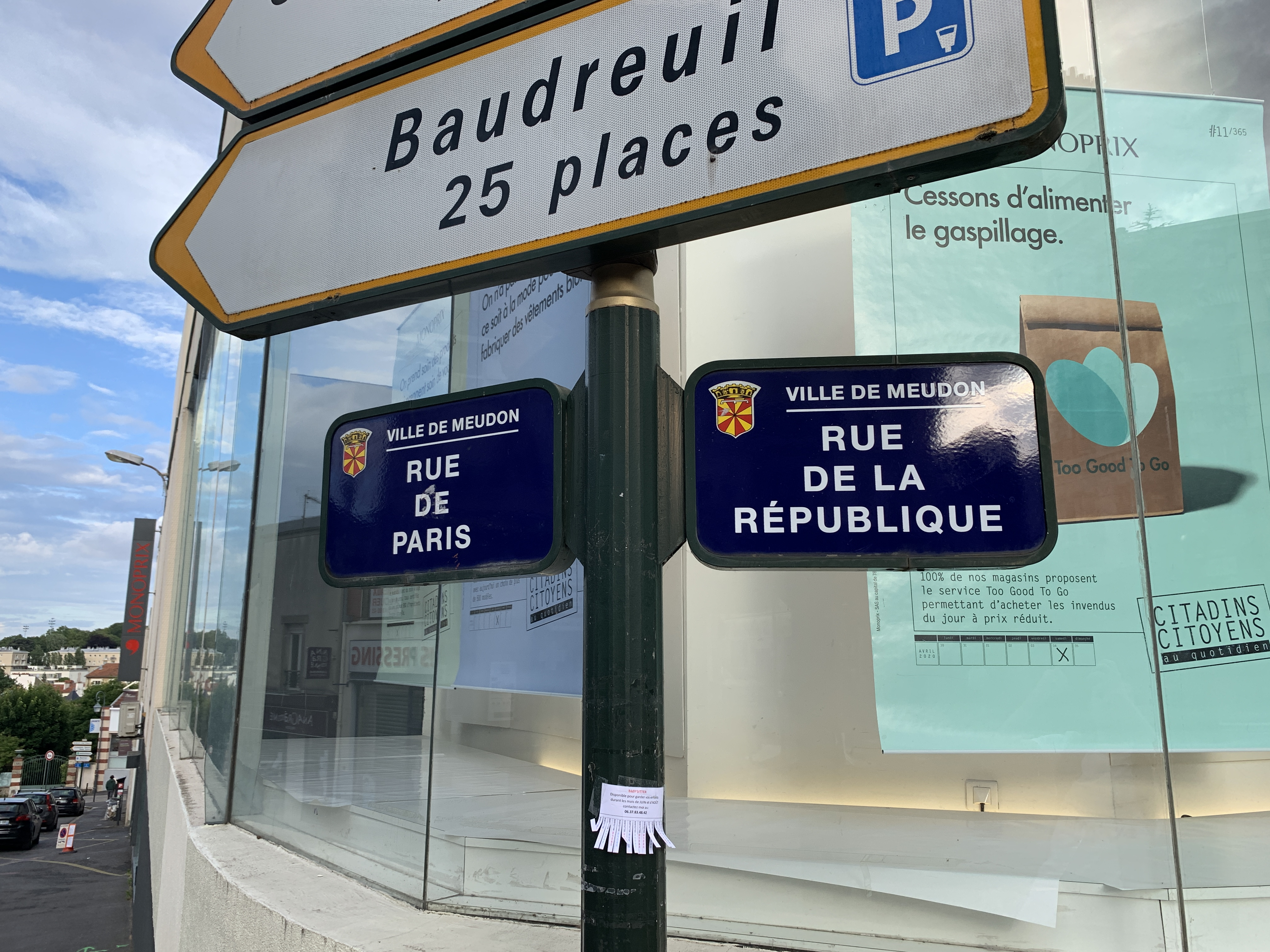
Plaques de la rue de Paris à l'angle de la rue de la République, en 2020.

Cette rue orientée du nord-est au sud-ouest part de la limite d'Issy-les-Moulineaux. Se dirigeant vers le sud, elle traverse un rond-point d'où partent la rue du Docteur-Arnaudet et la rue Robert-Julien-Lanen.
À mi-chemin, elle passe sous le viaduc de Meudon puis traverse le rond-point de Ciechanów dans l'axe de l'avenue Jean-Jaurès avant de bifurquer vers la droite. Elle gravit les coteaux de Meudon, rencontre notamment l'ancienne place de la Maison-Rouge et la rue Banès pour se terminer dans le centre-ville, dans l'axe de la rue Terre-Neuve.
Elle est desservie par la gare de Meudon, sur la ligne de Paris-Montparnasse à Brest au bout de la rue des Galons, et par la gare de Meudon-Val-Fleury sur la ligne des Invalides à Versailles-Rive-Gauche en suivant la rue Banès.

## Origine du nom
La rue de Paris suit un ancien chemin, au tracé sinueux, qui rejoignait la route menant à la capitale en longeant la Seine à partir d'Issy-les-Moulineaux.

## Historique

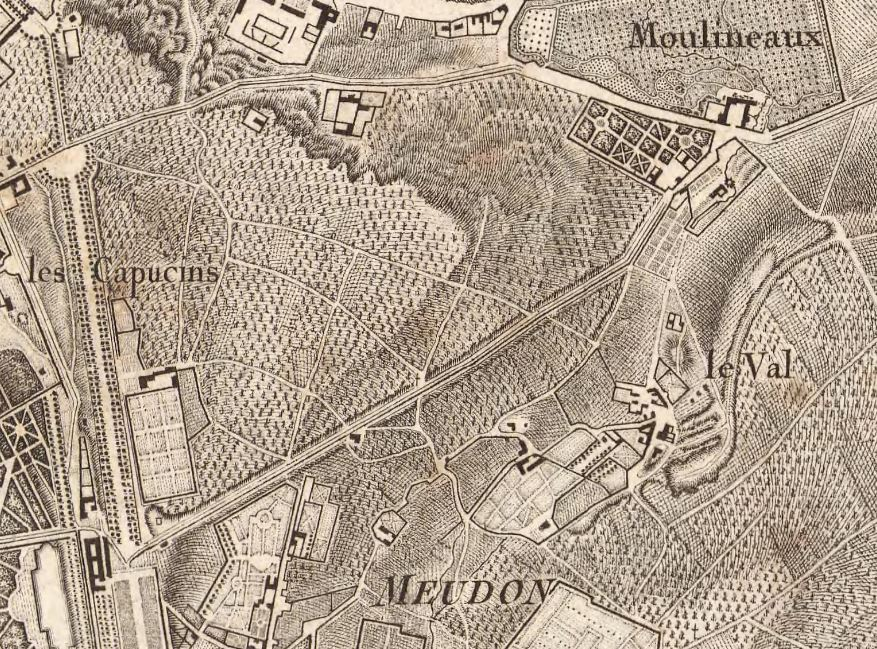
La rue de Paris sur la carte des Chasses du Roi, vers 1800.

Cette voie de communication suit l'ancien cours du ru d'Arthelon, aujourd'hui entièrement enterré. 

## Bâtiments remarquables et lieux de mémoire

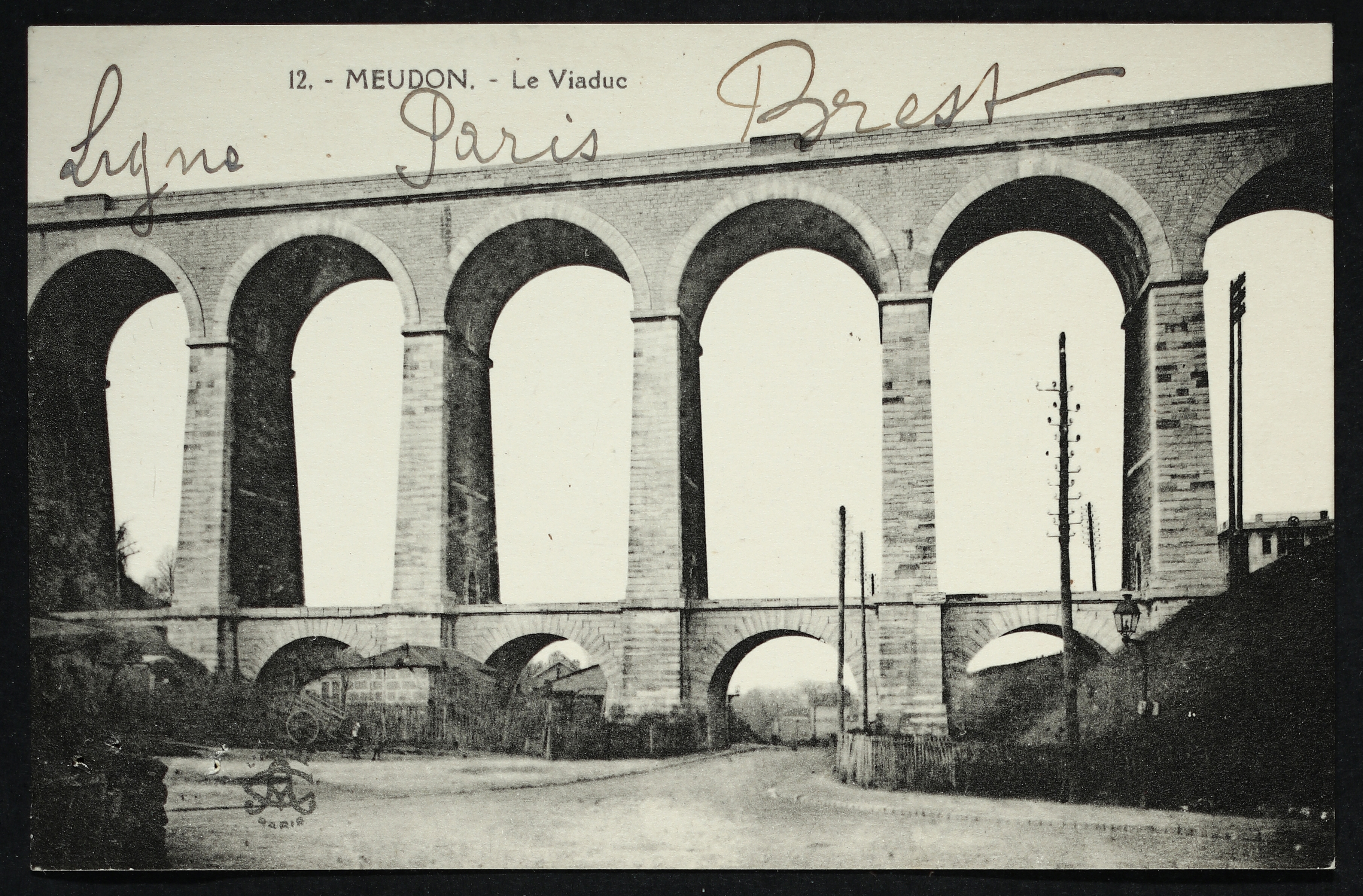
Meudon, le viaduc.

- Viaduc de Meudon, construit en 1838 pour relier la gare de Paris-Montparnasse à la gare de Versailles-Chantiers.
- Au no 140, une maison construite vers 1825, recensée dans l'Inventaire général du patrimoine culturel sous la référence IA00129818[2].
- Au début du XXe siècle y vivait une petite communauté chinoise, venue en France pour travailler dans les usines d'armement[3].
- Église Saint-Martin de Meudon.
- Carrières des Brillants, au lieudit éponyme.